# Krystyna Tomaszuk
Krystyna Tomaszuk (ur. w Białymstoku) – polska artystka fotograf, pedagog. Członkini i Artystka Fotoklubu Rzeczypospolitej Polskiej Stowarzyszenia Twórców (AFRP). Członek Sądu Koleżeńskiego Fotoklubu RP. Przewodnicząca Komisji Kwalifikacji Zawodowych Fotoklubu RP. Członkini Białostockiego Towarzystwa Fotograficznego.

## Życiorys
Krystyna Tomaszuk związana z podlaskim środowiskiem fotograficznym – mieszka, pracuje, fotografuje w Białymstoku. Prowadzi zajęcia z fotografii (m.in. z historii fotografii, kompozycji w fotografii, technik fotograficznych) w Zespole Szkół Ogólnokształcących i Technicznych w Białymstoku. Jest organizatorką i kuratorką wystaw fotograficznych – m.in. uczniów ZSOiT. Z fotografią artystyczną związana od połowy lat 80. XX wieku. Miejsce szczególne w jej twórczości zajmuje fotografia architektury, fotografia reportażowa oraz fotografia społeczna – w znakomitej większości dotycząca pogranicza kultur i religii we wschodniej części Polski. 
Krystyna Tomaszuk jest autorką i współautorką wielu wystaw fotograficznych; indywidualnych, zbiorowych, poplenerowych – jej fotografie były prezentowane w stu kilkudziesięciu prezentacjach fotograficznych. Jest kreatorką koncepcji nauczania o fotografii. Jest członkinią Białostockiego Towarzystwa Fotograficznego – stowarzyszenia będącego członkiem zbiorowym Fotoklubu Rzeczypospolitej Polskiej. W 2007 roku została przyjęta w poczet członków rzeczywistych Fotoklubu Rzeczypospolitej Polskiej Stowarzyszenia Twórców (legitymacja nr 230).  
Krystyna Tomaszuk została odznaczona Złotym Medalem „Za Zasługi dla Rozwoju Twórczości Fotograficznej” – przez Kapitułę Fotoklubu Rzeczypospolitej Polskiej, w 2012 roku została uhonorowana Nagrodą Przewodniczącego Rady Miasta Białystok – za całokształt działań na niwie fotografii. W 2016 roku została wyróżniona Odznaką Honorową Województwa Podlaskiego. Jej prace zaprezentowano w Almanachu (1995–2017), wydanym przez Fotoklub Rzeczypospolitej Polskiej Stowarzyszenie Twórców, w 2017 roku. W 2018 została uhonorowana Medalem „Za Zasługi dla Fotografii Polskiej” – odznaczeniem przyznawanym przez Kapitułę Fotoklubu Rzeczypospolitej Polskiej Stowarzyszenia Twórców – w 100. rocznicę odzyskania przez Polskę niepodległości (1918–2018). W 2019 roku, na Walnym Zjeździe Fotoklubu Rzeczypospolitej Polskiej została wybrana członkiem Sądu Koleżeńskiego Fotoklubu RP. W 2020 została Przewodniczącą Komisji Kwalifikacji Zawodowych Fotoklubu RP.

## Odznaczenia
- Złoty Medal „Za Zasługi dla Rozwoju Twórczości Fotograficznej”
- Medal Komisji Edukacji Narodowej (2015)[29][30]
- Odznaka Honorowa Województwa Podlaskiego (2016)[26][31]
- Medal „Za Zasługi dla Fotografii Polskiej” (2018)
- Medal Diligentiae (2018)[32]
- Odznaka honorowa „Zasłużony dla Kultury Polskiej” (2024)[33]

Źródło